# Ащыкара
Ащыкара (каз. Ащықара) — упразднённое село в Хобдинском районе Актюбинской области Казахстана. Входило в состав Жарыкского сельского округа. Ликвидировано в 2012 г. Код КАТО — 154249200.

## Население
В 1999 году население села составляло 133 человека (68 мужчин и 65 женщин). По данным переписи 2009 года, в селе проживало 20 человек (10 мужчин и 10 женщин).